# Mateusz Ligocki
Mateusz Ligocki (Cieszyn, 18 juni 1982) is een Poolse snowboarder. Hij vertegenwoordigde zijn vaderland op de Olympische Winterspelen 2006 in Turijn, op de Olympische Winterspelen 2010 in Vancouver en op de Olympische Winterspelen 2018 in Pyeongchang.

## Carrière
Ligocki maakte zijn wereldbekerdebuut in maart 1999 in Olang, acht maanden later scoorde hij in Tignes zijn eerste wereldbekerpunten. In januari 2002 behaalde de Pool in Kreischberg zijn eerste toptienklassering in een wereldbekerwedstrijd, in september 2004 stond Ligocki in Valle Nevado voor de eerste maal in zijn carrière op het podium van een wereldbekerwedstrijd. Op 13 maart 2008 boekte hij in Valmalenco zijn eerste wereldbekerzege.
Ligocki nam in zijn carrière zes keer deel aan de wereldkampioenschappen snowboarden. Zijn beste resultaat was de elfde plaats op het onderdeel snowboardcross op de FIS wereldkampioenschappen snowboarden 2007 in Arosa.
Tijdens de Olympische Winterspelen van 2006 in Turijn eindigde Ligocki als twintigste op het onderdeel snowboardcross en als 44e op het onderdeel halfpipe. In Vancouver nam de Pool deel aan de Olympische Winterspelen 2010. Op dit toernooi eindigde hij als 29e op het onderdeel snowboardcross. Tijdens de Olympische Winterspelen van 2018 in Pyeongchang eindigde hij als twintigste op de snowboardcross.

## Resultaten

### Olympische Winterspelen
| Jaar | Plaats      | Resultaten                      |
| ---- | ----------- | ------------------------------- |
| 2006 | Turijn      | 44e Halfpipe 20e Snowboardcross |
| 2010 | Vancouver   | 29e Snowboardcross              |
| 2018 | Pyeongchang | 20e Snowboardcross              |

### Wereldkampioenschappen
| Jaar | Plaats        | Resultaten                                                           |
| ---- | ------------- | -------------------------------------------------------------------- |
| 2003 | Kreischberg   | 35e Big Air 23e Halfpipe 38e Snowboardcross                          |
| 2005 | Whistler      | 23e Big Air 33e Halfpipe 47e Parallelreuzenslalom 20e Snowboardcross |
| 2007 | Arosa         | 11e Snowboardcross                                                   |
| 2011 | La Molina     | 28e Snowboardcross                                                   |
| 2013 | Stoneham      | 15e Snowboardcross                                                   |
| 2017 | Sierra Nevada | 12e Snowboardcross                                                   |

### Wereldbeker
Eindklasseringen
| Seizoen   | Algm | SBX  |
| --------- | ---- | ---- |
| 1998/1999 | 127e | 89e  |
| 1999/2000 | 127e | 103e |
| 2000/2001 | –    | 55e  |
| 2001/2002 | –    | 38e  |
| 2002/2003 | 7e   | 32e  |
| 2003/2004 | 13e  | 51e  |
| 2004/2005 | –    | 5e   |
| 2005/2006 | 88e  | 33e  |
| 2006/2007 | 226e | 49e  |
| 2007/2008 | 24e  | 6e   |
| 2008/2009 | 96e  | 27e  |
| 2009/2010 | 99e  | 27e  |
| 2010/2011 | 58e  | 31e  |
| 2011/2012 | –    | 13e  |
| 2012/2013 | –    | 14e  |
| 2015/2016 | –    | 42e  |
| 2016/2017 | –    | 52e  |
| 2017/2018 | –    | 57e  |

Wereldbekerzeges
| Datum         | Plaats     | Onderdeel      |
| ------------- | ---------- | -------------- |
| 13 maart 2008 | Valmalenco | Snowboardcross |
| 16 maart 2013 | Veysonnaz  | Snowboardcross |